# Makeni
Makeni je čtvrté nejlidnatější město v Sieře Leone. V roce 2021 zde žilo 85 116 obyvatel. Je nejlidnatějším městem její Severní provincie, přičemž je jejím kulturním, vzdělávacím i ekonomickým centrem. Nachází se asi 110 mil východně od hlavního města země Freetown. 
Sídlí zde Univerzita v Makeni, nejvýznamnější soukromá univerzita v zemi. Dominantním jazykem ve městě je jazyk Krio. Většina obyvatel vyznává islám, nachází se zde ale také početná křesťanská menšina. Nejpopulárnějším sportem ve městě je fotbal, ve městě sídlí fotbalový klub Wusum Stars.